# Дворики (Калужская область)
Дворики — деревня в Медынском районе Калужской области Российской Федерации. Входит в сельское поселение «Село Адуево».

## Физико-географическое положение
Расположена на Смоленско-Московской возвышенности. 
Дворики находится недалеко от Варшавского шоссе, рядом — город Медынь (9 км), село Адуево (2 км), деревня Новосёлки (3 км), Малиновка (4 км).